# Ianuarie 1997
Acest articol este generat integral pe baza informațiilor din articolul 1997 și este actualizat periodic de un robot.
 Editările făcute în articol vor fi șterse la următoarea actualizare! Dacă doriți să faceți modificări, editați articolul-sursă.

ianuarie -
februarie -
martie -
aprilie -
mai -
iunie -
iulie -
august -
septembrie -
octombrie -
noiembrie -
decembrie
Ianuarie 1997 a fost prima lună a anului și a început într-o zi de miercuri.

## Evenimente
- 7 ianuarie: Președintele Constantinescu a convocat într-o ședință extraordinară Consiliul Suprem de Apărare a Țării (CSAT) cu scopul de a găsi acele căi de acțiune care să facă mai eficientă lupta împotriva corupției. Emil Constantinescu afirmă că atât corupția cât și crima organizată au atins un nivel care pune în pericol siguranța națională. A fost înființat Consiliul Național de Acțiune împotriva Corupției și Crimei Organizate.[1]
- 10 ianuarie: Miron Cozma, liderului minerilor din Valea Jiului, a fost arestat pentru mineriada din septembrie 1991.
- 13 ianuarie: Emil Constantinescu face prima vizită oficială din mandatului său la Varșovia, la invitația președintelui Poloniei, Aleksander Kwaśniewski.
- 16 ianuarie: Victor Ciorbea prezintă, la primăria Capitalei, bilanțul celor 200 de zile cât a fost primar general. Viceprimarul Viorel Lis, a fost desemnat primar general interimar al Capitalei pentru 6 luni, după care, în urma alegerilor anticipate, urmează să fie desemnat un nou primar general al Capitalei.
- 20 ianuarie: Bill Clinton începe al doilea mandat ca președinte al Statelor Unite.
- 21 ianuarie: Ion Iliescu președintele PDSR critică noii guvernanți acuzându-i de „diletantism, lipsă de profesionalism și acțiuni brutale”. În ciuda acestora, anunță că PDSR va analiza posibilitatea realizării unui pact politic și social cu noua Putere.
- 22 ianuarie: Madeleine Albright devine prima femeie secretar de stat al Statelor Unite.
- 23 ianuarie: Guvernul elvețian anunță acordul privind crearea unui fond de ajutorare a victimelor Holocaustului.
- 27 ianuarie: În Burkina Faso a fost revizuită constituția adoptată la 11 iunie 1991.

## Nașteri
- 4 ianuarie: Andrei Virgil Ivan, fotbalist român (atacant)
- 4 ianuarie: Răzvan Ștefan Popa, fotbalist român
- 4 ianuarie: Răzvan Popa, fotbalist român
- 5 ianuarie: Jesús Vallejo Lazaro, fotbalist spaniol
- 7 ianuarie: Ayumi Ishida, cântăreață japoneză
- 9 ianuarie: Alin Manea, fotbalist
- 12 ianuarie: Andrei Burlacu, fotbalist român (atacant)
- 13 ianuarie: Egan Bernal, ciclist columbian
- 13 ianuarie: Q28531111, fotbalist columbian
- 15 ianuarie: Valentina Zenere, actriță argentiniană
- 16 ianuarie: Q43384100, fotbalist spaniol
- 17 ianuarie: Jake Joseph Paul, actor american
- 23 ianuarie: Shaheen Jafargholi, actor britanic
- 27 ianuarie: Ko Itakura, fotbalist japonez
- 29 ianuarie: Yusuf Yazıcı, fotbalist turc
- 31 ianuarie: Arnaut Groeneveld, fotbalist olandez

## Decese
Prințul Bertil, Duce de Halland (n. Bertil Gustaf Oskar Carl Eugén), 84 ani (n. 1912)
Teiichi Matsumaru, 87 ani, fotbalist japonez (n. 1909)
Melvin Calvin, 85 ani, chimist american, laureat al Premiului Nobel (1961), (n. 1911)
Phyllis Hartnoll, 90 ani, poetă britanică (n. 1906)
Tran Dan, poet vietnamez (n. 1926)
Clyde William Tombaugh, 90 ani, astronom american (n. 1906)
Andrei Bantaș, anglist român, profesor la Catedra de Limbi Germanice a Universității București (n. 1930)
Karl Werner Aspenström, 79 ani, scriitor suedez (n. 1918)
Louis Pauwels, 76 ani, jurnalist francez (n. 1920)
Geoffrey Frederick Rippon, 72 ani, politician britanic (n. 1924)